# ヨネックス
ヨネックス株式会社（英称：YONEX Co.,Ltd.）は東京都文京区に本社を置く、テニス・バドミントンのラケット等をはじめとする、スポーツ用品の製造・販売をおこなう企業である。ㅤ
東証スタンダード市場TOP20の構成銘柄の一つである。

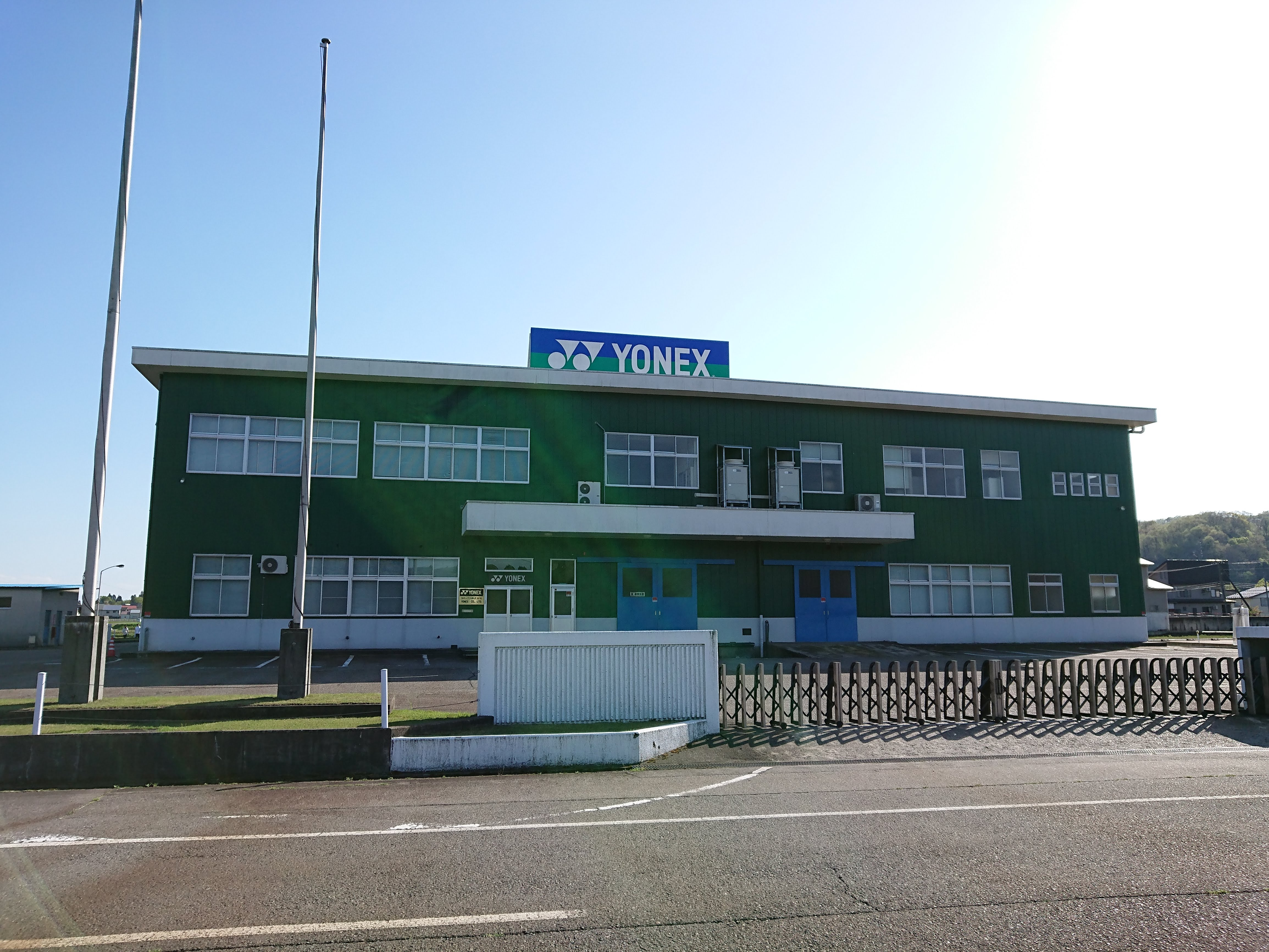
創業の地にある工場

## 概要
創業者の米山稔が、1946年（昭和21年）に新潟県三島郡塚山村（現長岡市）にて「米山木工所」を創業する。創業当初は漁業用の木製浮きを製造していたが、後に樹脂製の製品が発売されたことにより、業績が悪化すると共に、漁業用浮きの製造から撤退し、1957年（昭和32年）に バドミントンラケットの製造へと移行。1958年（昭和33年）には、株式会社へ改組し、輸出を拡大。1974年（昭和49年）には、社名をヨネックススポーツ株式会社へ改称してテニスラケットの製造に注力する。1982年（昭和57年）には、社名をヨネックス株式会社へ改称し、ゴルフ市場に参入してゴルフクラブやウェアの製造へも進出している。

## 沿革
- 1946年（昭和21年）- 米山稔が漁業用木製浮きの製造を主とする「米山木工所」を新潟県で創業。
- 1957年（昭和32年）- バドミントン用ラケットへと製造品目を転換。
- 1958年（昭和33年）- 株式会社へと改組、米山製作所へと社名を変更。
- 1963年（昭和38年）- 貿易部門として、株式会社ヨネヤマスポーツを設立。
- 1967年（昭和42年）- 社名を株式会社ヨネヤマラケットへと改称。
- 1969年（昭和44年）- アルミ製テニスラケットの製造を開始。
- 1973年（昭和48年）- コーポレートカラーに青と緑を採用して基幹ブランドカラーとする。
- 1974年（昭和49年）- 社名をヨネックススポーツへと、ヨネヤマスポーツの会社名をヨネックス貿易へとそれぞれ変更。
- 1982年（昭和57年）- 社名を現在のヨネックスへと改称。またゴルフ市場に参入。
- 1990年（平成2年）- 本社を新潟から東京へと移転。ヨネックス貿易をヨネックスに吸収合併。
- 1994年（平成6年）- 東京証券取引所市場第2部へ新規上場。
- 1995年（平成7年）- スノーボード市場へと参入。
- 2000年（平成12年）- ウォーキングシューズ市場へと参入。
- 2011年（平成23年）- Jリーグの柏レイソルとユニフォームサプライヤー契約を結び、フットボールウェア市場へと参入。
- 2014年（平成26年）- スポーツサイクル市場へと参入。
- 2015年（平成27年） - 海外現地法人ヨネックス（上海）ゴルフ貿易有限公司をヨネックス（上海）スポーツ用品有限公司へと名称変更し、中国でバドミントンとテニス用品を含めたスポーツ用具用品全般を取り扱う。米山勉が会長、林田草樹が4代目社長へとそれぞれに就く。米山稔が「世界バドミントン連盟会長賞」を受賞する。
- 2016年（平成28年） - テニスの世界四大大会の一つ、全豪オープンで日本ブランド初のオフィシャルストリンガーを務める。東京オフィスを開設する。新潟生産本部（現新潟工場）長岡第二工場竣工。インドに現地法人YONEX INDIA Private Limited（製造子会社）を設立。
- 2018年（平成30年） - ストリングマシンメーカーである東洋造機株式会社の株式51パーセントを取得して連結子会社[3][4]とした。YONEX TOKYO SHOWROOMを新橋にオープン。
- 2019年 - 東洋造機株式会社株式の残り49パーセントを取得し、東洋造機を完全子会社とする[3]。新潟生産本部を新潟工場へと名称変更。
- 2021年 - 創業75周年。タイのテニスボール事業会社BRIDGESTONE TECNIFIBRE CO.,LTD.を子会社化し、YONEX TECNIFIBRE CO., LTD.に社名変更。
- 2022年 - アリサヨネヤマが5代目社長へと就任。

## ロゴマーク

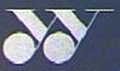
初代ロゴマーク

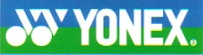
２代目ロゴマーク

「空」に由来する青と、「大地」に由来する緑をコーポレートカラーに採用している。シンボルはこれら2色の帯に創業者のYoneYamaの2つのYからとった yy のロゴを組み合わせたもの。
初代はvと○でyを表現し、これは前身の「ヨネヤマスポーツ」時代からの物である。
2代目は斜線が1本入る▽と○でyを表現しており、現在は2代目を継承したデザインの3代目である。
1980年代後期に、ロゴマークについてのテレビCMを『ニュースステーション』（テレビ朝日系）などの番組でテレビ放映していたことがある。
長岡まつり大花火大会でヨネックスが提供する打ち上げ花火もコーポレートカラーの青と緑を中心としたものとなっている。

## 主要品目

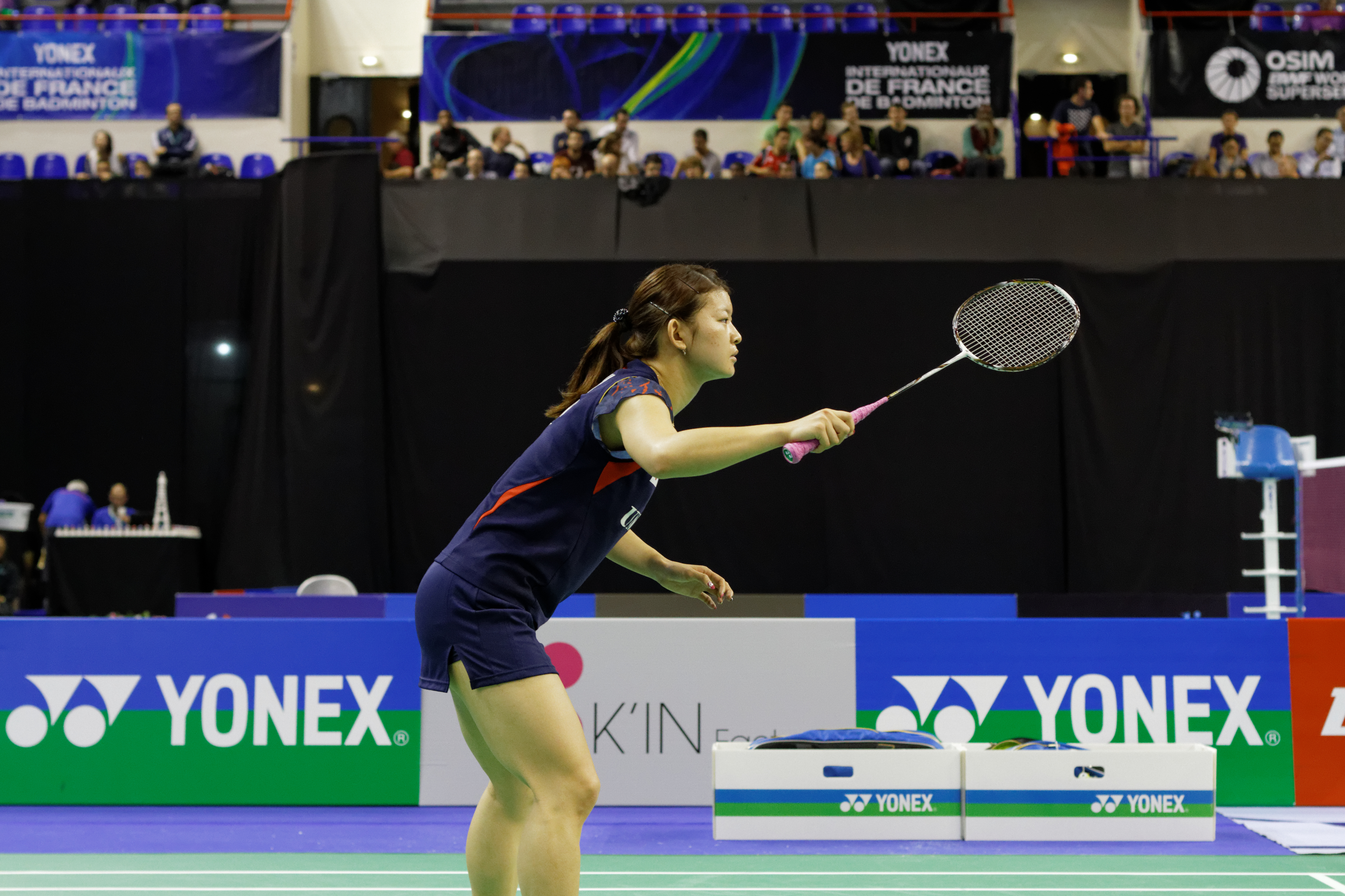
スポンサーの看板

### バドミントン
- ラケット(ASTROX・NANOFLARE・DUORA・NANORAY・VOLTRIC・ARCSABERなど)
- ウェア
- シューズ(パワークッション)
- ストリング
- シャトルコック
- 他用具・用品

### ソフトテニス
- ラケット(GEOBREAK・VOLTRAGE・NANOFORCE REV・CARBONEX・AIRIDE・ACEGATE・Dr.SKILL)
- ウェア
- シューズ(パワークッション)
- ストリング(CYBER NATURAL・S-FANG・POLYACTION・S-TRACE・DUODRIVE・V-SPARK・V-FIRE・V-ACCEL・BASIS)
- 他用具・用品

### テニス
- ラケット(EZONE・PERCEPT・VCORE・ASTREL・REGNA)
- ストリング
- ウェア
- シューズ
- ボール

### フットボールウェア
- Ｊリーグ（J1）柏レイソル、アビスパ福岡、（J3）テゲバジャーロ宮崎　のユニフォームサプライヤーを務めている。

### ゴルフ
- クラブ
- ウェア
- シューズ
- 用品

### スノーボード
- スノーボード
- ウェア
- ビンディング
- ブーツ

### ロードバイク
- フレーム

### ウォーキングシューズ
12mの高さから落とした生卵を6m跳ね返すという同社独自の衝撃吸収材「パワークッションプラス」をソールに採用している。

### スポーツアクセサリー
など

## ゴルフ場
ゴルフ用品の製造に留まらず、創業地の新潟県内でゴルフ場の運営にも参入している。
- ヨネックスゴルフ練習場（新潟県長岡市新産3-7）
- ヨネックスカントリークラブ（新潟県長岡市寺泊志戸橋254）

## その他
三波豊和が、テレビ出演の際の衣装として「ヨネックス」製のウェアを着用する頻度が高く、スポーツ選手以外では珍しいケースである。これは、父・三波春夫がヨネックス会長の米山と同郷の幼馴染みで親交があったためで、これが縁で同社関連の宣伝イベント出演なども多い。